# Flagey (tramhalte)
Flagey is een Brusselse tram- en bushalte van de MIVB in het centrum van Elsene. De halte ligt op het Flageyplein en is genoemd naar het oude NIR-gebouw. De halte is een knooppunt van één tramlijnen en vijf buslijnen. Lijn 71 is momenteel de drukst bezette buslijn van het Brusselse gewest. Er zijn dan ook plannen om deze bus te vertrammen.

## Tramlijnen
|  | 81 - Montgomery - Marius Renard |

## Buslijnen
|  | 71 - De Brouckere - Delta          |
|  | 38 - De Brouckere - Helden (Ukkel) |
|  | 59 - Bordet - Elsene hospitaal     |
|  | 60 - Ambiorix - Ukkel-Kalevoet     |
|  | 366 - Court-Saint-Étienne - Flagey |

## Plaatsen en straten in de omgeving
- Flageygebouw
- Vijvers van Elsene